# Матай (река)
Мата́й — река на Дальнем Востоке России, в районе имени Лазо Хабаровского края, один из наиболее крупных притоков реки Хор. Принадлежит бассейну Уссури.
Река берёт начало на склонах безымянной сопки, являющейся северным отрогом горы Мадагоу (890 м).
Длина реки составляет 142 км. Площадь её водосборного бассейна — 2830 км².
Вскрытие реки происходит в середине апреля. В летнее время часты паводки, вызываемые интенсивными продолжительными дождями.
Впадает в Хор слева, напротив села Бичевая.
Населённые пункты у реки, сверху вниз:
- Южный.
- Долми, при впадении в Матай реки Долми.
- Бичевая, напротив устья.